# Parepistaurus deses
Parepistaurus deses är en insektsart som beskrevs av Karsch 1896. Parepistaurus deses ingår i släktet Parepistaurus och familjen gräshoppor.

## Underarter
Arten delas in i följande underarter:
- P. d. deses
- P. d. vansomereni
- P. d. manyara
- P. d. nairobii